# Enrique Peinador
Enrique Peinador Lines (Pontevedra, 1880-Vigo, 19 de junio de 1940), fue un empresario y filántropo español.

## Trayectoria

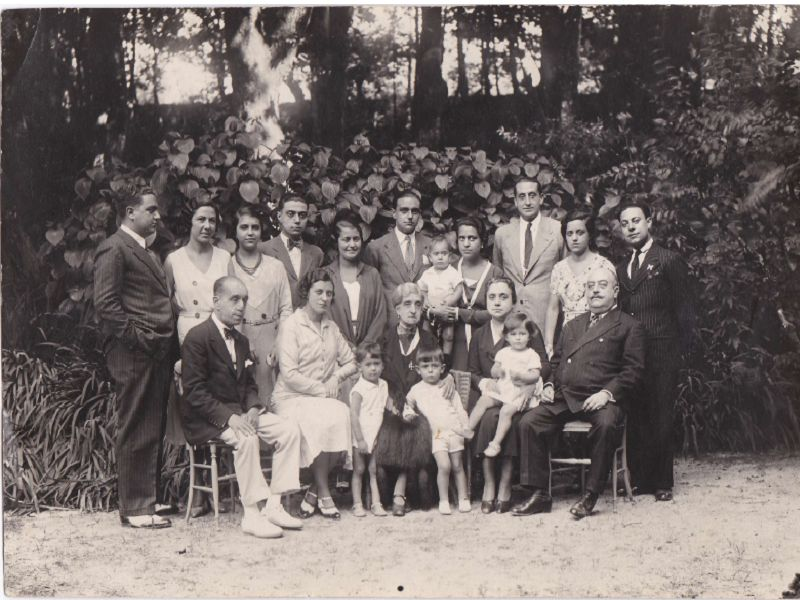
Familia Peinador en 1931.

Hijo de Sabino Enrique Peinador Vela, sucedió a su padre como gerente del balneario de Mondariz en 1907. Fue socio protector del Seminario de Estudios Gallegos, académico correspondiente de la Real Academia Gallega y artífice de la constitución del ayuntamiento de Mondariz-Balneario en 1924. Miembro del Partido Galleguista, en abril de 1936 fue elegido compromisario en la candidatura del Frente Popular por Pontevedra para la elección del presidente de la República.
Junto con su hermano, Ramón Peinador Lines, convirtió Mondariz en un importante centro de la cultura gallega donde se celebraban tertulias literarias con la participación de los intelectuales, como la sesión de ingreso en la Real Academia Gallega de Ramón Cabanillas en 1920. Subvencionó exploraciones arqueológicas, promocionó diversas publicaciones en el balneario y creó un museo con piezas arqueológicas y etnográficas. En 1936 le expropiaron los terrenos donde se construyó, en 1954, el aeropuerto de Vigo.
Publicó diferentes artículos en Mondariz y La Temporada en Mondariz, colaboró en la Guía turística Mondariz-Vigo-Santiago (1912) y escribió Vocabulario de los cesteiros de Mondariz, en la revista Nós (1922).
En 2004 fue nombrado a título póstumo hijo adoptivo de Mondariz-Balneario.